# William Wilde
William Wilde (1815 - 19 d'abril de 1876) va ser un cirurgià otorrinolaringòleg - oftalmòleg irlandès, a més a més de l'autor d'importants obres sobre medicina, arqueologia i folklore, especialment amb relació a la seva Irlanda natal. És conegut per ésser el pare d'Oscar Wilde.

## Biografia
William Wilde va néixer a Kilkeevin, a la vora de Castlerea, al Comtat de Roscommon i va començar la seva educació en l'Escola Diocesana d'Elphin, al comtat de Roscommon i posteriorment, el 1837, va aconseguir la seva titulació en medicina al Royal College de Cirurgians d'Irlanda. Li va ser atorgat el títol de cavaller el 1864 per la seva contribució a la medicina i la seva implicació en l'elaboració del cens a Irlanda -havia estat nomenat comissari mèdic del cens irlandès de 1841. Va dirigir el seu propi hospital l'Hospital Oftalmològic de Sant Marc per a Malalties de l'ull i l'oïda- a Dublín i va ser elegit per exercir la funció d'oculista de la  reina Victòria. En un moment donat, Wilde operaria el pare d'un altre famós dramaturg irlandès, George Bernard Shaw.
Wilde va tenir molt d'èxit a l'exercici de la medicina, sent ajudat pel seu fill il·legítim, Henry Wilson, que havia estudiat a Dublín, Viena, Heidelberg, Berlín, i París. La presència de Wilson va donar a Wilde l'oportunitat de viatjar, arribant a visitar Escandinàvia. A Uppsala va rebre un grau honorífic, i va ser rebut a Estocolm per Retzius, entre d'altres. Carles XV de Suècia li va atorgar la Nordstjärneorden (Order of the North Star).
Wilde va contreure matrimoni amb la poetessa  Jane Frances Agnes Elgee el 1851, que escrivia i publicava sota el pseudònim de «Speranza». La parella va tenir dos fills: Willie i Oscar Wilde, i una filla, Isola Francesca, que va morir durant la infantesa. A més a més de Henry Wilson, William Wilde va tenir d'altres dues filles il·legítimes de relacions anteriors, Emily i Mary Wilde, les quals van morir en un tràgic incendi accidental el 1871. Va morir a l'edat de 61 anys.

## Publicacions
- The Narrative of a Voyage to Madeira, Teneriffe, and Along the Shores of the Mediterranean, 1840.
- The beauties of the Boyne and the Blackwater, 1849
- Lough Corrib, its Shores and Islands, publicat per primera vegada el 1867.
- The closing years of the life of Dean Swift.
- The Epidemics of Ireland.